# The Funk Brothers

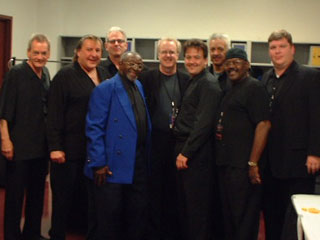
The Funk Brothers em 2006

The Funk Brothers é a banda de estúdio da gravadora Motown Records, formado em Detroit, Michigan.